# Plutonium Orange
Plutonium Orange ist eine finnische Rockband aus Jyväskylä, die im Jahr 2000 gegründet wurde.

## Geschichte
Die Band wurde Anfang 2000 gegründet und führte dazu, dass der Gitarrist Juha Raivio und der Schlagzeuger Pasi Pasanen nach vielen Jahren wieder zusammen spielen konnten. Die Gründung von Plutonium Orange führte auch zur Formierung von Swallow the Sun. Die Gründung von Plutonium Orange fand durch Raivo und den Gitarristen und Sänger Samuli Liekkinen statt. Nach ein paar Monaten stieß der Bassist Antti Sjöblom hinzu, den sie in einer lokalen Bar kennengelernt hatten. Auf Pasanen wurde man durch die Freundschaft zu Raivio aufmerksam. Im Frühling 2000 wurde in der kompletten Besetzung eine erste Probe abgehalten. Ihre weiteren Proben fanden im Keller des finnischen Rock-Clubs Lutakko statt. Im September des Jahres wurde im Studio Watercastle in Jyväskylä innerhalb von drei Tagen das Demo Fruit of the Loom aufgenommen. Ihren ersten Auftritt absolvierte Plutonium Orange im Dezember. Danach schlossen sich weitere 15 bis 20 weitere an, unter anderem zusammen mit Timo Rautiainen ja Trio Niskalaukaus. 2002 erschien das Demo Waiting for the Gun. Ein drittes Demo erschien 2003 unter dem Namen Volume. Das Demo war erneut im Studio Watercastle aufgenommen worden. Nach einer längeren Pause nahm die Gruppe ihre Live-Aktivität im November 2007 wieder auf. 2009 wurde das Debütalbum Volume über Firebox Records veröffentlicht. Als Single wurde im selben Jahr Bring out Your Dead ausgekoppelt.

## Stil
Im Interview mit cosmiclava.com gab die Band an, dass das Songwriting meistens so abläuft, dass ein Riff von Juha Raivio als Grundlage genommen wird und die anderen Mitglieder zusammen einen Song ausarbeiten. Fruit of the Loom behandele Themen wie Geschwindigkeitsrausch, grausame Frauen, bewusstseinserweiternde Drogen sowie die Musikindustrie. Die Texte seien für die Gruppe jedoch kein wichtiger Bestandteil. Katharina Pfeifle vom Rock Hard schrieb in ihrer Albumrezension zu Volume, dass die Musik kaum der von Swallow the Sun ähnele. Vielmehr spiele man leichtere Musik und sei auf der „metallisch-melodiösen Rock´n´Roll-Seite“. Die Melodien seien sehr eingängig und druckvoll und auch der nasale Gesang sei sehr markant. In den Songs sei auch ein Einfluss aus dem Alternative Rock hörbar. Jan Müller von metal1.info konnte der Bezeichnung „Melodic Stoner Metal“, die für die Band öfter gebraucht werde, nur teilweise zustimmen. Für ihn klinge es eher nach Rock als nach Metal. Der Gruppe könne man ihren finnischen Ursprung nicht anhören, da es statt Düsternis Spaß und Freude zu vernehmen gebe. Die Songs seien geradlinig und dicht arrangiert und würden sich meist im mittleren Geschwindigkeitsbereich bewegen. Insgesamt schloss er Vergleiche zu Gruppen wie Monster Magnet, Queens of the Stone Age und Entombed.

## Diskografie
- 2000: Fruit of the Loom (Demo, Eigenveröffentlichung)
- 2002: Waiting for the Gun (Demo, Eigenveröffentlichung)
- 2003: Volume (Demo, Eigenveröffentlichung)
- 2009: Volume (Album, Firebox Records)
- 2009: Bring out Your Dead (Single, Firebox Records)